# Danilo
Danilo es un nombre propio masculino de origen griego. También es una forma croata de Daniel, que fue popularizada por príncipes de Montenegro.

## Variantes
- Alterados: Daniel, Daniello.
- Femenino: Danila, Daniela, Daniella.
- Inglés: Dean, Daniel, Dan (diminutivo de Daniel).

## Origen y difusión
Deriva del Idioma hebreo (Daniy'el) (דניאל) que significa "Dios es mi juez". Representa una variante eslava de Daniel utilizada actualmente en varias lenguas romances como el italiano, portugués y el castellano.

## Santoral
- San Daniel o Daniele, diácono mártir de Padua en el 168, recordado el 3 de enero.

## Personalidades
- Danilo Medina Sánchez, presidente de la República Dominicana.
- Danilo I de Montenegro, metropolitano de Cetiña entre 1697 y 1735, y fundador de la Casa de Petrović-Njegoš.
- Danilo I, príncipe de Montenegro, metropolitano o príncipe-obispo de Montenegro como Danilo II de Montenegro entre 1851 y 1852, y más tarde príncipe de Montenegro como Danilo I, entre 1852 y 1860.
- Danilo de Montenegro, príncipe heredero de Montenegro.
- Danilo Aceval, futbolista paraguayo.
- Danilo Acosta, futbolista estadounidense.
- Danilo Luiz da Silva, futbolista brasileño.
- Danilo D'Ambrosio, futbolista italiano.
- Danilo Gabriel de Andrade, futbolista brasileño.
- Marcos Danilo Padilha, futbolista brasileño.
- Danilo Larangeira, futbolista brasileño.
- Danilo Pereira da Silva, futbolista brasileño.
- Danilo Barbosa da Silva, futbolista brasileño.

- Danilo Carrera, actor, presentador, modelo y futbolista ecuatoriano.
- Danilo Luís Hélio Pereira, futbolista bisauguineano nacionalizado portugués.
- Danilo Alvim, jugador y entrenador de fútbol brasileño.
- Danilo Santos, actor de cine y televisión colombiano.
- Danilo Soddimo, futbolista italiano.
- Danilo Montero, compositor y cantante costarricense de música cristiana.
- Danilo Petrucci, piloto profesional de motociclismo italiano.

## Localidad
- Danilo (Šibenik), localidad de Croacia en el ejido de la ciudad de Šibenik, condado de Šibenik-Knin.

## En opereta
- El conde Danilo Danilowitsch es un personaje de la opereta La viuda alegre de Franz Lehar.